# Campeonato Sudamericano de Fútbol Sub-20 de 2011
El XXV Campeonato Sudamericano Sub-20 "Juventud de América" se realizó en el Sur de Perú, luego del intercambio con Venezuela por el torneo de 2009. Este certamen entregó cuatro cupos a la Copa Mundial de Fútbol Sub-20 de 2011. También fue clasificatorio para la especialidad de Fútbol en los Juegos Olímpicos de Londres 2012, entregando cupos a los dos primeros del torneo.
El campeonato consistió en dos grupos de cinco países. Los tres primeros avanzaron a la siguiente ronda, la cual consistió en un solo grupo de seis equipos y donde se enfrentaron todos contra todos. Los cuatro primeros se clasificaron a la Copa Mundial Sub-20. Colombia que era el país sede de dicho torneo también participó en esta eliminatoria pero solo para aspirar a los Juegos Olímpicos, de este modo si se situaba entre los cuatro primeros puestos del hexagonal final, el equipo que obtuviera la quinta posición también se clasificaba, cosa que finalmente no sucedió.
Solo los jugadores nacidos a partir del 1 de enero de 1991 fueron elegibles para el torneo.

## Equipos participantes
Participaron las diez selecciones nacionales de fútbol afiliadas a la Conmebol.
| Equipos participantes | Equipos participantes | Equipos participantes | Equipos participantes | Equipos participantes |
| --------------------- | --------------------- | --------------------- | --------------------- | --------------------- |
| Argentina             | Bolivia               | Brasil                | Chile                 | Colombia              |
| Ecuador               | Paraguay              | Perú                  | Uruguay               | Venezuela             |

## Organización

### Sedes
Las sedes del torneo, anunciadas por la Federación Peruana de Fútbol, son:
| Arequipa           | Moquegua                | Arequipa Moquegua Tacna | Tacna                 |
| ------------------ | ----------------------- | ----------------------- | --------------------- |
| Estadio de la UNSA | Estadio 25 de Noviembre | Arequipa Moquegua Tacna | Estadio Jorge Basadre |
| Capacidad: 60 000  | Capacidad: 21 000       | Arequipa Moquegua Tacna | Capacidad: 19 850     |
|                    |                         | Arequipa Moquegua Tacna |                       |

## Sorteo
El sorteo se realizó en la sede de la Conmebol, Paraguay el 18 de octubre de 2010.
En el sorteo estuvo presente Minerito la mascota del campeonato.

## Árbitros
El 1 de diciembre de 2010, la Comisión de Árbitros de la Conmebol anunció la nómina de árbitros principales y asistentes para el certamen, la cual consta de 10 árbitros y 10 árbitros asistentes, uno por cada país.
| Árbitros - Diego Abal - Raúl Orosco - Wilson Seneme - Jorge Osorio - Wilmar Roldán - Omar Ponce - Antonio Arias - Víctor Hugo Carrillo - Darío Ubríaco - Marlon Escalante |  | Asistentes - Ricardo Casas - Efraín Castro - Carlos Berkenbrock - Francisco Mondría - Rafael Rivas - Christian Lescano - Rodney Aquino - César Escano - Miguel Ángel Nievas - Jorge Urrego |

## Fechas y resultados
- Los horarios corresponden a la hora de Perú (UTC-5)

### Primera fase
Los 10 equipos participantes en la primera fase se dividieron en 2 grupos de 5 equipos cada uno. Luego de una liguilla simple (a una sola rueda de partidos), pasaron a segunda ronda los equipos que ocuparon las posiciones primera, segunda y tercera de cada grupo.
En caso de empate en puntos en cualquiera de las posiciones, la clasificación se determinó siguiendo en orden los siguientes criterios:
- Diferencia de goles.
- Cantidad de goles marcados.
- El resultado del partido jugado entre los empatados.
- Por sorteo.
- Si Colombia hubiera terminado entre los 4 primeros lugares del Sudamericano, su plaza la ocupaba el equipo que haya acabado en el quinto puesto del hexagonal final. Esto, por ser anfitrión del Mundial Sub-20.

### Grupo A
| Equipo    | Pts | PJ | PG | PE | PP | GF | GC | Dif. |
| --------- | --- | -- | -- | -- | -- | -- | -- | ---- |
| Argentina | 10  | 4  | 3  | 1  | 0  | 8  | 4  | 4    |
| Chile     | 6   | 4  | 2  | 0  | 2  | 6  | 8  | -2   |
| Uruguay   | 4   | 4  | 1  | 1  | 2  | 6  | 5  | 1    |
| Perú      | 4   | 4  | 1  | 1  | 2  | 4  | 5  | -1   |
| Venezuela | 3   | 4  | 0  | 3  | 1  | 4  | 6  | -2   |

| 16 de enero de 2011, 15:00 | Argentina              | 2:1 (0:1) | Uruguay     | Estadio de la UNSA, Arequipa                                         |                                                                      |
|                            | Hoyos 58' · Iturbe 90' | Reporte   | Polenta 38' | Asistencia: 40.000 espectadores Árbitro(s): Wilmar Roldán (Colombia) | Asistencia: 40.000 espectadores Árbitro(s): Wilmar Roldán (Colombia) |

| Uniformes | Uniformes |
| --------- | --------- |
|           |           |

| 16 de enero de 2011, 17:10 | Perú | 0:2 (0:0) | Chile                    | Estadio de la UNSA, Arequipa                                         |                                                                      |
|                            |      | Reporte   | Reyes 52' · Martínez 60' | Asistencia: 45.000 espectadores Árbitro(s): Antonio Arias (Paraguay) | Asistencia: 45.000 espectadores Árbitro(s): Antonio Arias (Paraguay) |

| Uniformes | Uniformes |
| --------- | --------- |
|           |           |

| 19 de enero de 2011, 17:30 | Perú        | 1:2 (0:1) | Argentina                    | Estadio de la UNSA, Arequipa                                       |                                                                    |
|                            | Callens 65' | Reporte   | Funes Mori 3' · Zuculini 86' | Asistencia: 20.000 espectadores Árbitro(s): Wilson Seneme (Brasil) | Asistencia: 20.000 espectadores Árbitro(s): Wilson Seneme (Brasil) |

| Uniformes | Uniformes |
| --------- | --------- |
|           |           |

| 19 de enero de 2011, 19:40 | Venezuela | 1:1 (1:0) | Uruguay          | Estadio de la UNSA, Arequipa                                      |                                                                   |
|                            | Reyes 19' | Reporte   | F. Rodríguez 58' | Asistencia: 12.000 espectadores Árbitro(s): Raúl Orosco (Bolivia) | Asistencia: 12.000 espectadores Árbitro(s): Raúl Orosco (Bolivia) |

| Uniformes | Uniformes |
| --------- | --------- |
|           |           |

| 22 de enero de 2011, 15:00 | Argentina  | 1:1 (0:0) | Venezuela  | Estadio de la UNSA, Arequipa                                        |                                                                     |
|                            | Araujo 55' | Reporte   | Orozco 65' | Asistencia: 4.000 espectadores Árbitro(s): Antonio Arias (Paraguay) | Asistencia: 4.000 espectadores Árbitro(s): Antonio Arias (Paraguay) |

| Uniformes | Uniformes |
| --------- | --------- |
|           |           |

| 22 de enero de 2011, 17:10 | Chile | 0:4 (0:2) | Uruguay                                    | Estadio de la UNSA, Arequipa                                    |                                                                 |
|                            |       | Reporte   | Cepellini 10' 45' · Luna 73' · Polenta 77' | Asistencia: 4.000 espectadores Árbitro(s): Omar Ponce (Ecuador) | Asistencia: 4.000 espectadores Árbitro(s): Omar Ponce (Ecuador) |

| Uniformes | Uniformes |
| --------- | --------- |
|           |           |

| 24 de enero de 2011, 18:00 | Chile       | 1:3 (0:0) | Argentina                    | Estadio de la UNSA, Arequipa                                     |                                                                  |
|                            | Márquez 68' | Reporte   | Ferreyra 57' 67' · Mosca 73' | Asistencia: 2.000 espectadores Árbitro(s): Raúl Orosco (Bolivia) | Asistencia: 2.000 espectadores Árbitro(s): Raúl Orosco (Bolivia) |

| Uniformes | Uniformes |
| --------- | --------- |
|           |           |

| 24 de enero de 2011, 20:10 | Perú        | 1:1 (1:0) | Venezuela  | Estadio de la UNSA, Arequipa                                         |                                                                      |
|                            | Noronha 15' | Reporte   | Orozco 78' | Asistencia: 10.000 espectadores Árbitro(s): Wilmar Roldán (Colombia) | Asistencia: 10.000 espectadores Árbitro(s): Wilmar Roldán (Colombia) |

| Uniformes | Uniformes |
| --------- | --------- |
|           |           |

| 27 de enero de 2011, 18:00 | Chile                                  | 3:1 (2:1) | Venezuela | Estadio de la UNSA, Arequipa                                      |                                                                   |
|                            | Pinto 23' · Gallegos 44' · Márquez 85' | Reporte   | Meza 13'  | Asistencia: 2.000 espectadores Árbitro(s): Wilson Seneme (Brasil) | Asistencia: 2.000 espectadores Árbitro(s): Wilson Seneme (Brasil) |

| Uniformes | Uniformes |
| --------- | --------- |
|           |           |

| 27 de enero de 2011, 20:10 | Perú                    | 2:0 (1:0) | Uruguay | Estadio de la UNSA, Arequipa                                    |                                                                 |
|                            | Ojeda 14' · Donayre 70' | Reporte   |         | Asistencia: 3.000 espectadores Árbitro(s): Omar Ponce (Ecuador) | Asistencia: 3.000 espectadores Árbitro(s): Omar Ponce (Ecuador) |

| Uniformes | Uniformes |
| --------- | --------- |
|           |           |

### Grupo B
| Equipo   | Pts | PJ | PG | PE | PP | GF | GC | Dif. |
| -------- | --- | -- | -- | -- | -- | -- | -- | ---- |
| Brasil   | 10  | 4  | 3  | 1  | 0  | 9  | 4  | 5    |
| Ecuador  | 7   | 4  | 2  | 1  | 1  | 5  | 3  | 2    |
| Colombia | 5   | 4  | 1  | 2  | 1  | 7  | 8  | -1   |
| Paraguay | 4   | 4  | 1  | 1  | 2  | 6  | 8  | -2   |
| Bolivia  | 1   | 4  | 0  | 1  | 3  | 3  | 7  | -4   |

| 17 de enero de 2011, 19:00 | Colombia           | 1:1 (0:1) | Ecuador            | Estadio Jorge Basadre, Tacna                                       |                                                                    |
|                            | Cardona 71' (pen.) | Reporte   | Cazares 29' (pen.) | Asistencia: 12.000 espectadores Árbitro(s): Víctor Carrillo (Perú) | Asistencia: 12.000 espectadores Árbitro(s): Víctor Carrillo (Perú) |

| Uniformes | Uniformes |
| --------- | --------- |
|           |           |

| 17 de enero de 2011, 21:10 | Brasil                        | 4:2 (2:0) | Paraguay                   | Estadio Jorge Basadre, Tacna                                       |                                                                    |
|                            | Neymar 25' (pen.) 33' 60' 63' | Reporte   | Viera 51' · Montenegro 84' | Asistencia: 18.000 espectadores Árbitro(s): Diego Abal (Argentina) | Asistencia: 18.000 espectadores Árbitro(s): Diego Abal (Argentina) |

| Uniformes | Uniformes |
| --------- | --------- |
|           |           |

| 20 de enero de 2011, 19:00 | Bolivia | 0:1 (0:1) | Paraguay   | Estadio Jorge Basadre, Tacna                                             |                                                                          |
|                            |         | Reporte   | Torres 24' | Asistencia: 10.000 espectadores Árbitro(s): Marlon Escalante (Venezuela) | Asistencia: 10.000 espectadores Árbitro(s): Marlon Escalante (Venezuela) |

| Uniformes | Uniformes |
| --------- | --------- |
|           |           |

| 20 de enero de 2011, 21:10 | Colombia           | 1:3 (0:0) | Brasil                                       | Estadio Jorge Basadre, Tacna                                        |                                                                     |
|                            | Cardona 65' (pen.) | Reporte   | Casemiro 55' · Willian José 63' · Neymar 86' | Asistencia: 13.000 espectadores Árbitro(s): Darío Ubríaco (Uruguay) | Asistencia: 13.000 espectadores Árbitro(s): Darío Ubríaco (Uruguay) |

| Uniformes | Uniformes |
| --------- | --------- |
|           |           |

| 23 de enero de 2011, 11:30 | Brasil       | 1:1 (1:0) | Bolivia  | Estadio 25 de Noviembre, Moquegua                                |                                                                  |
|                            | Henrique 41' | Reporte   | Ríos 78' | Asistencia: 10.000 espectadores Árbitro(s): Jorge Osorio (Chile) | Asistencia: 10.000 espectadores Árbitro(s): Jorge Osorio (Chile) |

| Uniformes | Uniformes |
| --------- | --------- |
|           |           |

| 23 de enero de 2011, 13:40 | Ecuador     | 1:0 (0:0) | Paraguay | Estadio 25 de Noviembre, Moquegua   |                                     |
|                            | Montaño 60' | Reporte   |          | Árbitro(s): Darío Ubríaco (Uruguay) | Árbitro(s): Darío Ubríaco (Uruguay) |

| Uniformes | Uniformes |
| --------- | --------- |
|           |           |

| 25 de enero de 2011, 19:00 | Colombia                 | 2:1 (2:0) | Bolivia  | Estadio Jorge Basadre, Tacna                                      |                                                                   |
|                            | Franco 21' · Escobar 37' | Reporte   | Ríos 57' | Asistencia: 4.000 espectadores Árbitro(s): Víctor Carrillo (Perú) | Asistencia: 4.000 espectadores Árbitro(s): Víctor Carrillo (Perú) |

| Uniformes | Uniformes |
| --------- | --------- |
|           |           |

| 25 de enero de 2011, 21:10 | Ecuador | 0:1 (0:1) | Brasil       | Estadio Jorge Basadre, Tacna                                      |                                                                   |
|                            |         | Reporte   | Henrique 24' | Asistencia: 8.000 espectadores Árbitro(s): Diego Abal (Argentina) | Asistencia: 8.000 espectadores Árbitro(s): Diego Abal (Argentina) |

| Uniformes | Uniformes |
| --------- | --------- |
|           |           |

| 28 de enero de 2011, 19:00 | Ecuador                               | 3:1 (0:1) | Bolivia  | Estadio Jorge Basadre, Tacna             |                                          |
|                            | Chalá 57' · Caicedo 61' · Montaño 83' | Reporte   | Ríos 43' | Árbitro(s): Marlon Escalante (Venezuela) | Árbitro(s): Marlon Escalante (Venezuela) |

| Uniformes | Uniformes |
| --------- | --------- |
|           |           |

| 28 de enero de 2011, 21:10 | Colombia                            | 3:3 (1:2) | Paraguay                  | Estadio Jorge Basadre, Tacna     |                                  |
|                            | Cardona 39' 86' (pen.) · Ortega 68' | Reporte   | Correa 32' · Ruiz 37' 57' | Árbitro(s): Jorge Osorio (Chile) | Árbitro(s): Jorge Osorio (Chile) |

| Uniformes | Uniformes |
| --------- | --------- |
|           |           |

## Fase final
| Equipo    | Pts | PJ | PG | PE | PP | GF | GC | Dif |
| --------- | --- | -- | -- | -- | -- | -- | -- | --- |
| Brasil    | 12  | 5  | 4  | 0  | 1  | 15 | 3  | +12 |
| Uruguay   | 10  | 5  | 3  | 1  | 1  | 4  | 7  | -3  |
| Argentina | 9   | 5  | 3  | 0  | 2  | 7  | 5  | +2  |
| Ecuador   | 8   | 5  | 2  | 2  | 1  | 3  | 2  | +1  |
| Chile     | 3   | 5  | 1  | 0  | 4  | 6  | 11 | -5  |
| Colombia  | 1   | 5  | 0  | 1  | 4  | 1  | 8  | -7  |

|  | Clasificado para el Mundial Sub-20 de 2011 y los Juegos Olímpicos de 2012 |
|  | Clasificado para el Mundial Sub-20 de 2011                                |
|  | Clasificado automáticamente al Mundial Sub-20 de 2011 como país sede      |

| 31 de enero de 2011, 16:50 | Uruguay  | 1:0 (1:0) | Colombia | Estadio de la UNSA, Arequipa                                      |                                                                   |
|                            | Luna 42' | Reporte   |          | Asistencia: 2.000 espectadores Árbitro(s): Diego Abal (Argentina) | Asistencia: 2.000 espectadores Árbitro(s): Diego Abal (Argentina) |

| Uniformes | Uniformes |
| --------- | --------- |
|           |           |

| 31 de enero de 2011, 19:00 | Argentina | 0:1 (0:1) | Ecuador       | Estadio de la UNSA, Arequipa                                      |                                                                   |
|                            |           | Reporte   | Montaño 45+1' | Asistencia: 5.000 espectadores Árbitro(s): Wilson Seneme (Brasil) | Asistencia: 5.000 espectadores Árbitro(s): Wilson Seneme (Brasil) |

| Uniformes | Uniformes |
| --------- | --------- |
|           |           |

| 31 de enero de 2011, 21:10 | Chile        | 1:5 (1:1) | Brasil                                                             | Estadio de la UNSA, Arequipa                                    |                                                                 |
|                            | Carrasco 18' | Reporte   | Neymar 17' 47' · Lucas 65' · Diego Maurício 81' · Willian José 89' | Asistencia: 8.000 espectadores Árbitro(s): Omar Ponce (Ecuador) | Asistencia: 8.000 espectadores Árbitro(s): Omar Ponce (Ecuador) |

| Uniformes | Uniformes |
| --------- | --------- |
|           |           |

| 3 de febrero de 2011, 16:50 | Uruguay    | 1:1 (1:0) | Ecuador     | Estadio de la UNSA, Arequipa                                        |                                                                     |
|                             | Mayada 17' | Reporte   | Montaño 59' | Asistencia: 1.500 espectadores Árbitro(s): Antonio Arias (Paraguay) | Asistencia: 1.500 espectadores Árbitro(s): Antonio Arias (Paraguay) |

| Uniformes | Uniformes |
| --------- | --------- |
|           |           |

| 3 de febrero de 2011, 19:00 | Chile                       | 2:3 (1:0) | Argentina                                         | Estadio de la UNSA, Arequipa       |                                    |
|                             | Carrasco 15' · Gallegos 90' | Reporte   | Ferreyra 50' (pen.) · Iturbe 62' · Tagliafico 72' | Árbitro(s): Víctor Carrillo (Perú) | Árbitro(s): Víctor Carrillo (Perú) |

| Uniformes | Uniformes |
| --------- | --------- |
|           |           |

| 3 de febrero de 2011, 21:10 | Brasil                           | 2:0 (1:0) | Colombia | Estadio de la UNSA, Arequipa      |                                   |
|                             | Casemiro 2' · Diego Maurício 89' | Reporte   |          | Árbitro(s): Raúl Orosco (Bolivia) | Árbitro(s): Raúl Orosco (Bolivia) |

| Uniformes | Uniformes |
| --------- | --------- |
|           |           |

| 6 de febrero de 2011, 15:50 | Uruguay  | 1:0 (1:0) | Chile | Estadio de la UNSA, Arequipa       |                                    |
|                             | Luna 37' | Reporte   |       | Árbitro(s): Wilson Seneme (Brasil) | Árbitro(s): Wilson Seneme (Brasil) |

| Uniformes | Uniformes |
| --------- | --------- |
|           |           |

| 6 de febrero de 2011, 18:00 | Ecuador | 0:0 (0:0) | Colombia | Estadio de la UNSA, Arequipa             |                                          |
|                             |         | Reporte   |          | Árbitro(s): Marlon Escalante (Venezuela) | Árbitro(s): Marlon Escalante (Venezuela) |

| Uniformes | Uniformes |
| --------- | --------- |
|           |           |

| 6 de febrero de 2011, 20:10 | Argentina                         | 2:1 (1:0) | Brasil           | Estadio de la UNSA, Arequipa         |                                      |
|                             | Funes Mori 7' (pen.) · Iturbe 68' | Reporte   | Willian José 55' | Árbitro(s): Wilmar Roldán (Colombia) | Árbitro(s): Wilmar Roldán (Colombia) |

| Uniformes | Uniformes |
| --------- | --------- |
|           |           |

| 9 de febrero de 2011, 16:50 | Colombia         | 1:3 (1:2) | Chile                                    | Estadio de la UNSA, Arequipa         |                                      |
|                             | Magaña 2' (a.g.) | Reporte   | Gallegos 24' · Bustos 43' · Carrasco 49' | Árbitro(s): Antonio Arias (Paraguay) | Árbitro(s): Antonio Arias (Paraguay) |

| Uniformes | Uniformes |
| --------- | --------- |
|           |           |

| 9 de febrero de 2011, 19:00 | Uruguay    | 1:0 (0:0) | Argentina | Estadio de la UNSA, Arequipa      |                                   |
|                             | Vecino 64' | Reporte   |           | Árbitro(s): Raúl Orosco (Bolivia) | Árbitro(s): Raúl Orosco (Bolivia) |

| Uniformes | Uniformes |
| --------- | --------- |
|           |           |

| 9 de febrero de 2011, 21:10 | Ecuador | 0:1 (0:1) | Brasil      | Estadio de la UNSA, Arequipa       |                                    |
|                             |         | Reporte   | Casemiro 8' | Árbitro(s): Víctor Carrillo (Perú) | Árbitro(s): Víctor Carrillo (Perú) |

| Uniformes | Uniformes |
| --------- | --------- |
|           |           |

| 12 de febrero de 2011, 16:50 | Colombia | 0:2 (0:2) | Argentina                          | Estadio de la UNSA, Arequipa             |                                          |
|                              |          | Reporte   | Ferreyra 14' (pen.) · Zuculini 32' | Árbitro(s): Marlon Escalante (Venezuela) | Árbitro(s): Marlon Escalante (Venezuela) |

| Uniformes | Uniformes |
| --------- | --------- |
|           |           |

| 12 de febrero de 2011, 19:00 | Ecuador    | 1:0 (0:0) | Chile | Estadio de la UNSA, Arequipa         |                                      |
|                              | Arroyo 72' | Reporte   |       | Árbitro(s): Wilmar Roldán (Colombia) | Árbitro(s): Wilmar Roldán (Colombia) |

| Uniformes | Uniformes |
| --------- | --------- |
|           |           |

| 12 de febrero de 2011, 21:10 | Uruguay | 0:6 (0:2) | Brasil                                          | Estadio de la UNSA, Arequipa         |                                      |
|                              |         | Reporte   | Lucas 40' 42' 80' · Danilo 51' · Neymar 57' 62' | Árbitro(s): Antonio Arias (Paraguay) | Árbitro(s): Antonio Arias (Paraguay) |

| Uniformes | Uniformes |
| --------- | --------- |
|           |           |

## Campeón
|                   |
| Bandera de Brasil |
| Brasil            |
| 11.vo título      |

## Clasificados a competencias intercontinentales
| Competencia                      | Clasificados                                                    |
| -------------------------------- | --------------------------------------------------------------- |
| Copa Mundial Sub-20              | - Colombia (anfitrión) - Brasil - Uruguay - Argentina - Ecuador |
| Juegos Olímpicos de Londres 2012 | - Brasil - Uruguay                                              |

## Estadísticas

### Clasificación general
La clasificación general indica la posición que cada selección nacional ocupó al finalizar el torneo; el rendimiento se obtiene de la relación entre los puntos obtenidos y los partidos jugados por las selecciones y se expresa en porcentajes.
La tabla está dividida según la fase alcanzada por cada selección nacional.
| Pos. | Selección | Gr. | Pts. | PJ | PG | PE | PP | GF | GC | Dif | Rend.  |
| ---- | --------- | --- | ---- | -- | -- | -- | -- | -- | -- | --- | ------ |
| 1    | Brasil    | B   | 22   | 9  | 7  | 1  | 1  | 24 | 7  | +17 | 81.48% |
| 2    | Uruguay   | A   | 14   | 9  | 4  | 2  | 3  | 10 | 15 | -5  | 51.85% |
| 3    | Argentina | A   | 19   | 9  | 6  | 1  | 2  | 15 | 9  | 6   | 70.37% |
| 4    | Ecuador   | B   | 15   | 9  | 4  | 3  | 2  | 8  | 5  | 3   | 55.56% |
| 5    | Chile     | A   | 9    | 9  | 3  | 0  | 6  | 12 | 19 | -7  | 33.33% |
| 6    | Colombia  | B   | 6    | 9  | 1  | 3  | 5  | 8  | 16 | -8  | 22.22% |
| 7    | Perú      | A   | 4    | 4  | 1  | 1  | 2  | 4  | 5  | -1  | 50%    |
| 8    | Paraguay  | B   | 4    | 4  | 1  | 1  | 2  | 6  | 8  | –2  | 33.33% |
| 9    | Venezuela | A   | 3    | 4  | 0  | 3  | 1  | 4  | 6  | –2  | 25%    |
| 10   | Bolivia   | B   | 1    | 4  | 0  | 1  | 3  | 3  | 7  | –4  | 0%     |

### Goleadores
| Jugador              | Selección | Goles |
| -------------------- | --------- | ----- |
| Neymar               | Brasil    | 9     |
| Facundo Ferreyra     | Argentina | 4     |
| Lucas Moura          | Brasil    | 4     |
| Edwin Cardona        | Colombia  | 4     |
| Edson Montaño        | Ecuador   | 4     |
| Juan Manuel Iturbe   | Argentina | 3     |
| Darwin Ríos          | Bolivia   | 3     |
| Casemiro             | Brasil    | 3     |
| Willian José         | Brasil    | 3     |
| Bryan Carrasco       | Chile     | 3     |
| Luis Felipe Gallegos | Chile     | 3     |
| Adrián Luna          | Uruguay   | 3     |

## Equipo Ideal del Torneo
Estos fueron los 11 futbolistas que fueron distinguidos como parte del Equipo Ideal por su rendimiento en el torneo.
| Portero         | Defensores                                    | Mediocampistas                       | Delanteros                            |
| --------------- | --------------------------------------------- | ------------------------------------ | ------------------------------------- |
| Esteban Andrada | Danilo Bruno Uvini John Narváez Diego Polenta | Yohandry Orozco Casemiro Lucas Moura | Neymar Adrián Luna Juan Manuel Iturbe |